# Chelsea, Alabama
Chelsea är en stad (city) i Shelby County, i delstaten Alabama, USA. Enligt United States Census Bureau har staden en folkmängd på 10 332 invånare (2011) och en landarea på 55,3 km².